# Aivi Luik
Aivi Belinda Kerstin Luik (* 18. März 1985 in Perth, Western Australia) ist eine australische Fußballspielerin. Sie spielte schon bei Vereinen in Australien, Dänemark, England, Island, Italien, Kanada, Norwegen, Schweden und Spanien, der Ukraine und den USA. Seit 2010 spielt sie für die australische Fußballnationalmannschaft der Frauen und seit August 2022 beim BK Häcken.

## Karriere

### Verein
Luik besuchte von 2003 bis 2004 die Brescia University in Owensboro (Kentucky) und anschließend die University of Nevada in Reno, wo sie für das Nevada Wolf Pack spielte. Parallel dazu spielte sie ab 2005 für den FC Indiana in der USL W-League. 2008 wurde sie an den ukrainischen Verein WFC Naftokhimik ausgeliehen, mit dem sie an der Qualifikation zum UEFA Women’s Cup 2008/09 teilnahm. In der zweiten Runde erzielte sie bei der 1:5-Niederlage gegen Brøndby IF das Tor für die Ukrainerinnen.

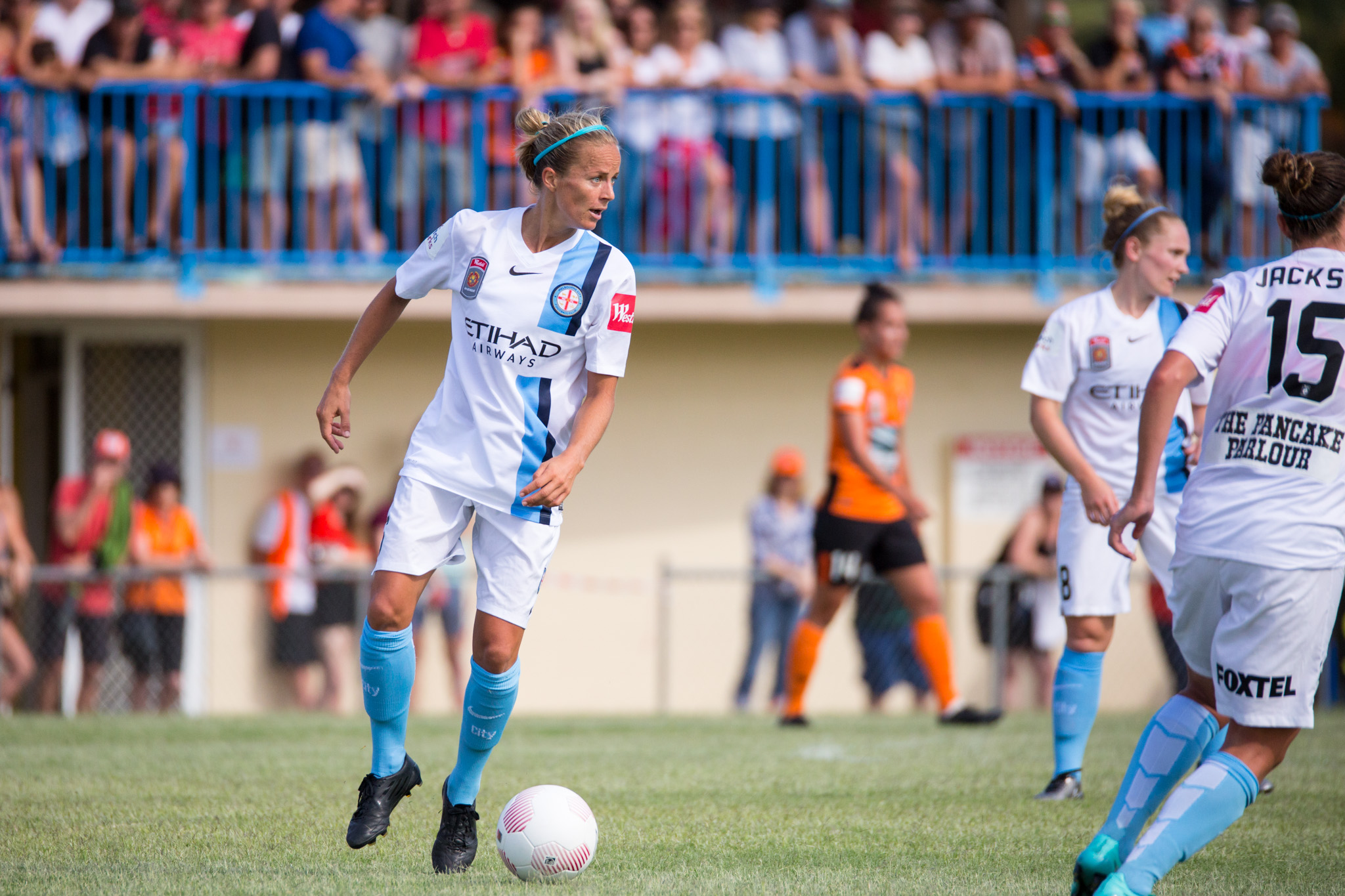
Luik im Dezember 2015 bei einem Spiel für Melbourne City gegen Brisbane Roar

Nach ihrem Studium ging es zurück nach Australien zu Brisbane Roar. Die folgenden Jahre waren davon geprägt, dass sie im Südsommer in Australien und im Nordsommer in Nordamerika oder Europa spielte und Titel sammelte. Mit Brøndby IF nahm sie an der UEFA Women’s Champions League 2011/12 teil, wo sie bis ins Viertelfinale vorstießen, dort aber zweimal mit 0:4 gegen den späteren Sieger Olympique Lyon verloren. Im August 2022 wechselte sie zum schwedischen Erstligisten BK Häcken. Im Dezember 2023 verlängerte sie ihren Vertrag für die Saison 2024.

### Nationalmannschaft
Am 27. Februar 2010 debütierte Luik mit 24 Jahren in der australischen Nationalmannschaft und nahm mit ihr an der Fußball-Asienmeisterschaft der Frauen 2010 in der Volksrepublik China teil, wo die Australierinnen erstmals den Titel gewannen. Bereits durch den Halbfinaleinzug waren die Matildas für die Fußball-Weltmeisterschaft der Frauen 2011 in Deutschland qualifiziert. Sie stand auch im vorläufigen WM-Kader, wurde letztlich aber nicht berücksichtigt. Auch die nächsten Turniere, die Asienmeisterschaft 2014 und die WM 2015 fanden ohne sie statt. Für die Olympischen Spiele 2016 wurde sie als Reservespielerin nominiert, aber nicht benötigt. Bei der Asienmeisterschaft gehörte sie dann wieder zum Kader, hatte aber nur beim 8:0-Sieg gegen Vietnam einen 17-minütigen Kurzeinsatz. Für die WM 2019 wurde sie nominiert, hatte aber nur einen dreiminütigen Kurzeinsatz im letzten Gruppenspiel gegen Jamaika.
In der erfolgreich absolvierten Qualifikation für die Olympischen Spiele 2020 kam sie in einem von fünf Spielen zum Einsatz, stand aber beim 6:0-Sieg gegen Thailand für 90 Minuten auf dem Platz. Sie wurde auch für die wegen der COVID-19-Pandemie um ein Jahr verschobenen Olympischen Spiele 2020 nominiert und war mit 36 Jahren die älteste Spielerin im Kader. Dort wurde sie in den Gruppenspielen gegen Neuseeland und Schweden sowie im Viertelfinale gegen Großbritannien eingesetzt. Am Ende belegten die Australierinnen den vierten Platz, ihre bisher beste Platzierung bei einem interkontinentalen Turnier.
Nach den Spielen gab sie ihren Rücktritt aus der Nationalmannschaft bekannt. Im Januar 2022 wurde sie dann aber als älteste Spielerin der Australierinnen für die Asienmeisterschaft in Indien nominiert. Im ersten Spiel, das mit 18:0 gegen Indonesien gewonnen wurde, erzielte sie ihr erstes Tor für die Matildas. Im dritten Gruppenspiel, bei dem einige Stammspielerinnen zunächst auf der Bank saßen, spielte sie über 90 Minuten. Im Viertelfinale, in dem ihre Mannschaft gegen Südkorea ausschied, kam sie nicht zum Einsatz.
Am 3. Juli 2023 wurde sie für die WM-Endrunde in ihrer Heimat nominiert, kam jedoch nicht zum Einsatz und wurde nach einer 0:2-Niederlage ihrer Mannschaft gegen die Schwedinnen im Spiel um Platz 3 Vierte. Sie war die älteste Spielerin im Kader.
Im Februar 2024 qualifizierte sie sich mit den Matildas für die Olympischen Spiele 2024, wobei sie nur einen Kurzeinsatz im Spiel gegen Usbekistan hatte. Danach wurde sie verletzungsbedingt und wegen einer Dopingsperre aufgrund fehlerhafter Dokumentation nicht wieder berücksichtigt.

## Erfolge

### Vereine
- Australische Meisterin: 2010/2011 (mit Brisbane Roar), 2015/2016, 2016/2017, 2017/2018, 2019/2020 (mit Melbourne City)
- Dänische Meisterin und Pokalsiegerin 2011/2012 (mit Brøndby IF)

### Nationalmannschaft
- Asienmeisterin 2010
- Cup of Nations-Siegerin 2019 und 2023